# エネルギー鉱物開発省 (ウガンダ)
エネルギー鉱物開発省（英: Ministry of Energy and Mineral Development）は、ウガンダの中央官庁のひとつ。本庁は首都カンパラにある。エネルギー、天然資源、発電などの分野を管轄とする。社会経済開発を目的とするエネルギーおよび鉱物資源の合理的かつ持続可能な開発、利用を任務に掲げている。

## 概要
エネルギー鉱物開発省は、エネルギー政策、鉱業に対する投資、水力発電、火力発電、太陽エネルギーおよび原子力発電など新しい電源開発基盤の確立などを政策課題としている。また、2011年稼動予定のブジャガリ発電所（250MW）と2015年稼動予定のカルマ発電所（750MW）の2つの大型電力開発を計画している。一方でウガンダ国内の原子力発電所の維持については、設備の維持が困難であり、課題となっている。現在のエネルギー鉱物開発相は、ヒラリー・オネク（Hilary Onek）。

## 組織および活動
エネルギー鉱物開発省には、内部部局として以下の5つの主要部局がある。:
- エネルギー資源局（Department of Energy Resources）
- 地質調査鉱山局（Department of Geological Survey and Mines）
- 石油開発製造局（Department of Petroleum Exploration and Production）
- 石油供給局（Department of Petroleum Supplies）
- 支援サービス局（Department of Support Services）
  - 行政管理（Administration）
  - 会計（Accounting）
  - 人的資源（Human Resources）